# Kościół Podwyższenia Krzyża Świętego w Żarach
Kościół pw. Podwyższenia Krzyża Świętego w Żarach – rzymskokatolicki kościół garnizonowy należący do Śląskiego Dekanatu Wojskowego Ordynariatu Polowego Wojska Polskiego. Mieści się w Żarach, w województwie lubuskim.

## Historia
Historia kościoła wiąże się z franciszkanami, który w 1264 roku zostali sprowadzeni do miasta przez Albrechta Dewina. Obok klasztoru został wybudowany kościół świętej Barbary, a także w 2 połowie XV stulecia kaplica świętej Anny. Zakonnicy zajmowali się szpitalnictwem i podstawowym szkolnictwem. W 1549 roku kościół i klasztor spłonęły. Zachowały się tylko ruiny kościoła i klasztorna słodownia. Po tym tragicznym wydarzeniu Franciszkanie opuścili miasto. 
Dopiero w 1727 roku kościół został odbudowany w stylu barokowym za panowania Erdmanna II von Promnitz. Ten sam władca ufundował nowy dzwon, do dzisiaj działający. Budowla poprzez wielokrotne przebudowy utraciła wiele cech stylowych.
W 2007 r. w kościele poświęcono tablicę upamiętniającą zamordowanych przez NKWD lekarzy wojskowych z 3. Szpitala Okręgowego w Grodnie i 9. Szpitala Okręgowego w Brześciu nad Bugiem, zaprojektowaną i ufundowaną przez braci Krzysztofa i Zbigniewa Kopocińskich z 105. Kresowego Szpitala Wojskowego.
7 maja 2018 r. w kościele wmurowano też tablicę upamiętniającą prof. n. med. Bolesława Jałowego, zamordowanego w 1943 r. we Lwowie przez nacjonalistę ukraińskiego. Tablicę ufundowali również bracia Krzysztof i Zbigniew Kopocińscy.